# Cacatoès à huppe rouge
Cacatua moluccensis
Espèce
Statut de conservation UICN

 VU A2cd+3cd+4cd;C2a(ii) : Vulnérable
Statut CITES
Le Cacatoès à huppe rouge (Cacatua moluccensis) ou Cacatoès des Moluques, est une espèce d'oiseaux de la famille des Cacatuidae.

## Description

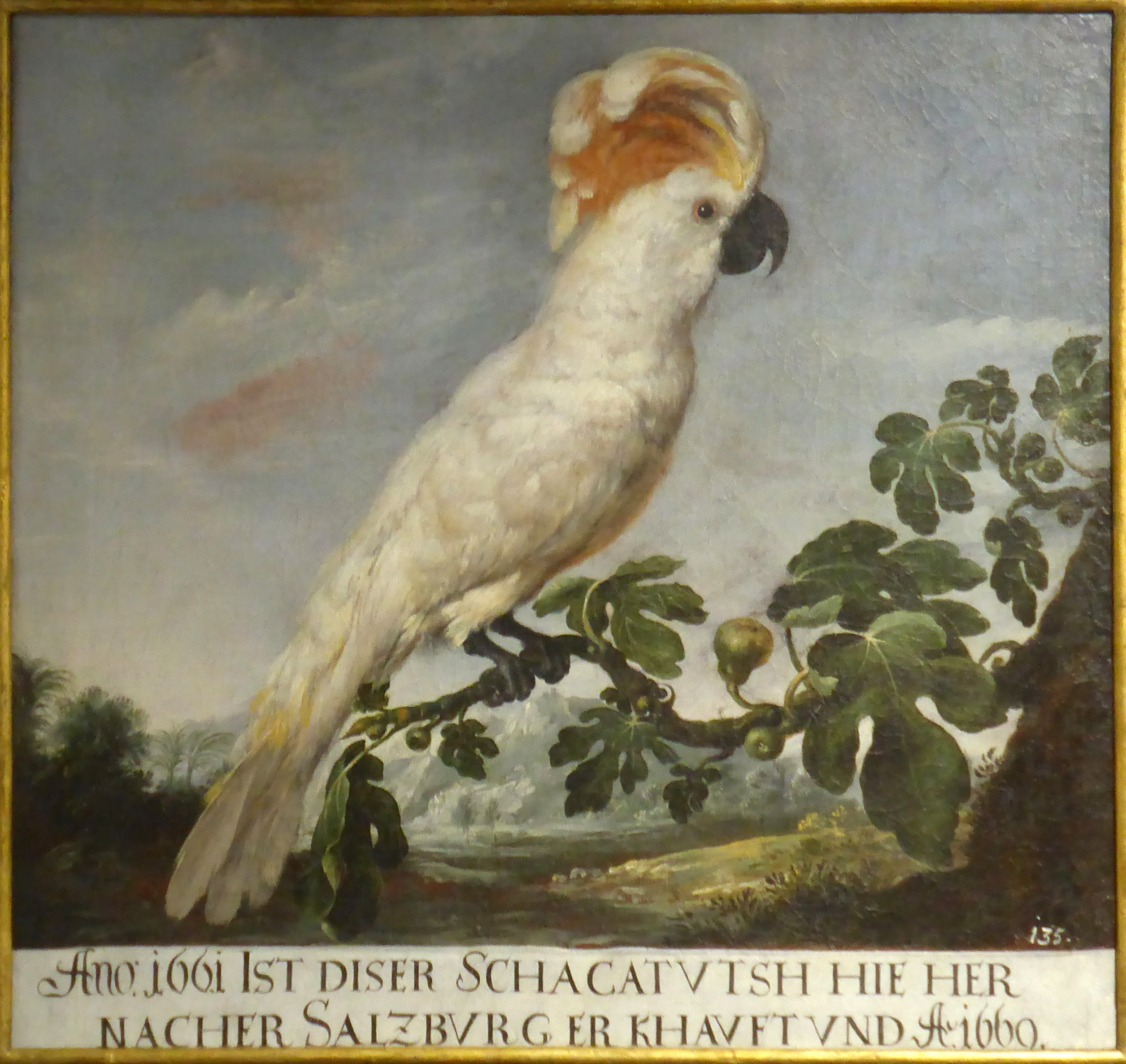
château de Hellbrunn

Long de 50 cm, c'est le plus grand oiseau du genre Cacatua. La femelle est un peu plus grande que le mâle. Il a un plumage blanc rosé avec une pincée de rouge, du jaune clair sous les ailes et une grande huppe qu'il redresse quand il se sent menacé pour effrayer l'adversaire. Il a un cri bruyant et, en captivité, c'est un bon imitateur.

## Répartition et habitat
Cet oiseau est endémique des Moluques méridionales, où il est présent sur Céram et les îles avoisinantes d'Ambon, Saparua et Haruku. Il vit dans les forêts tropicales humides, en dessous de 1 000 m d'altitude.

## Alimentation
Son alimentation se compose principalement de graines, de noix et de fruits.